# Sailing Westward
Sailing Westward è una poesia scritta da Alfred Noyes e messa in musica dal compositore inglese Edward Elgar. Era una delle canzoni (collettivamente conosciute come Pageant of Empire) scritte per essere eseguite nel Pageant of Empire alla British Empire Exhibition, Wembley Park, il 21 luglio 1924.

## Storia
La canzone commemora in modo descrittivo gli avventurosi capitani di mare inglesi che salparono per "... inseguire il sole al tramonto ... verso ovest, attraverso le tempeste tonanti".
Elgar usò la stessa musica per altre quattro canzoni del gruppo: "The Islands", "Gloriana" (Regina Elisabetta I), "The Cape of Good Hope" (per Sudafrica) e "Indian Dawn".
Questa canzone è stata arrangiata dal compositore come brano per SATB accompagnato a più voci.

## Incisioni
- The CD "The Unknown Elgar" has Sailing Westward and The Immortal Legions, Tudor Choir directed by Barry Collett, with Ken Burley (piano) PEARL SHE CD 9635